# Pobles indígenes de l'Àrtida

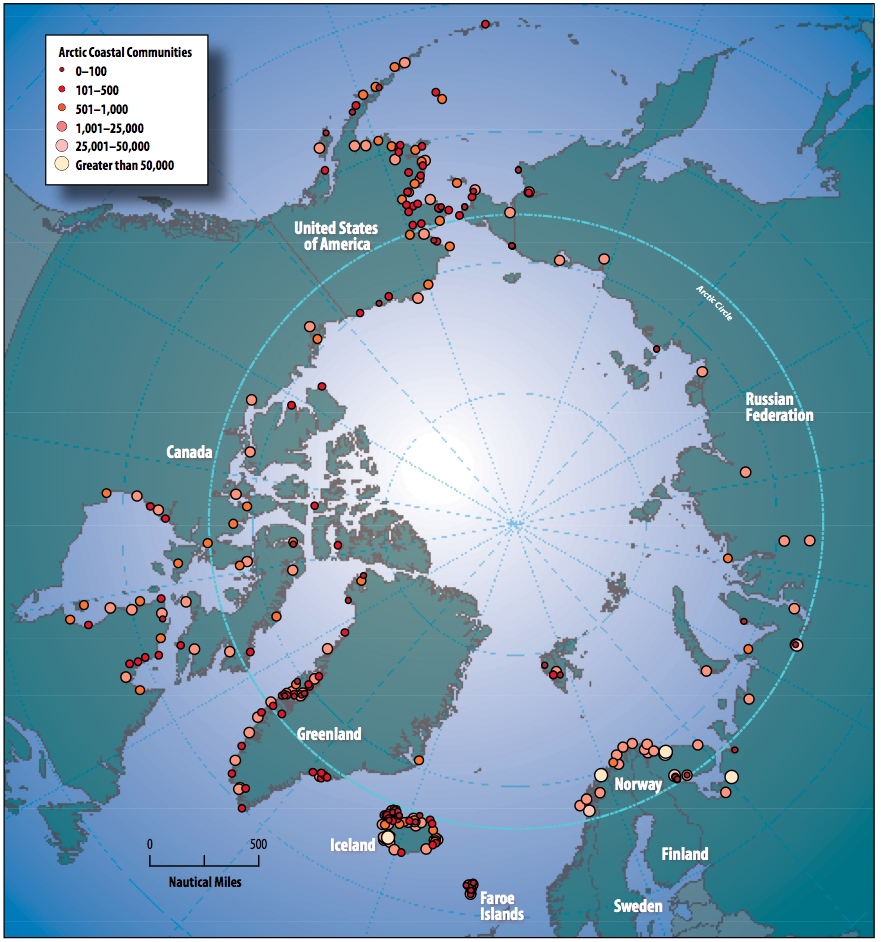
Distribució circumpolar de la població humana costanera ca. 2009 (inclou tant indígenes com no indígenes).

Els pobles indígenes de l'Àrtida conformen una de les deu regions històriques en les quals els antropòlegs divideixen les cultures dels pobles indígenes de Nord-amèrica. Es tracta de l'única regió en la qual només es parlen llengües d'una sola família lingüística, així com l'única que abasta territoris fora de les Amèriques (part de Sibèria). Des d'aquest punt de vista, la regió àrtica s'estén des de l'est de Sibèria fins al Canadà i Groenlàndia, passant per les parts més septentrionals d'Alaska.
Els actuals habitants de la regió àrtica arribaren relativament tard a les Amèriques, cap al 500 aC. En general, són més baixos i robustos que els altres pobles indígenes de les Amèriques, amb la cara més rodona, la pell més clara i amb els ulls dotats de plecs epicàntics. Pertanyen a dos grups relacionats, els esquimals i els aleutians, que parlen llengües esquimoaleutianes.
Els esquimals i els aleutians s'han adaptat a les dures condicions de vida de l'Àrtida. Subsisteixen principalment gràcies a la caça, que complementen amb la pesca. Aquestes cultures són conegudes pels seus iglús, caiacs i trineus de gossos, però no tots els pobles de la regió subàrtica en fan servir.